# Agrius eremitus
Agrius eremitus är en fjärilsart som beskrevs av Butler 1877. Agrius eremitus ingår i släktet Agrius och familjen svärmare. Inga underarter finns listade i Catalogue of Life.